# Malattia demielinizzante
Con malattia demielinizzante ci si riferisce a qualsiasi malattia relativa al sistema nervoso in cui la guaina mielinica che circonda i neuroni risulti danneggiata. Questo danno altera la trasmissione dei segnali che passano per i nervi colpiti, con conseguente diminuzione della loro capacità di conduzione. Di conseguenza, questa riduzione della capacità di conduzione può portare a deficit sensoriali, motori, cognitivi o di altro tipo a seconda dei nervi interessati.
Molti fattori possono contribuire allo sviluppo di malattie demielinizzanti, tra cui la predisposizione genetica, agenti infettivi, reazioni autoimmuni e altri fattori sconosciuti. Le ipotesi che sono state avanzate come potenziali cause di demielinizzazione comprendono la predisposizione genetica, fattori ambientali come le infezioni virali o l'esposizione a determinate sostanze chimiche. Inoltre, anche l'esposizione a insetticidi commerciali come gli insetticidi organofosforici, diserbanti e prodotti per la disinfestazione dalle pulci degli animali domestici, che contengono organofosfati, può portare alla demielinizzazione. Anche l’utilizzo cronico di farmaci neurolettici può portare a questo disturbo. Inoltre, la carenza di vitamina B12 può esitare in dismielinizzazione.
Le malattie demielinizzanti sono tipicamente classificate in due tipologie: malattie demielinizzanti mielinoclastiche e malattie demielinizzanti leucodistrofiche. Nel primo gruppo, la mielina, inizialmente sana e normale, viene distrutta da sostanze tossiche, composti chimici o reazioni autoimmuni. Nel secondo gruppo, la mielina è intrinsecamente anormale e va incontro a degenerazione; i criteri di Poser, utilizzati per la diagnosi di sclerosi multipla, diedero a questa seconda tipologia la denominazione di "malattie dismielinizzanti".
Nella malattia demielinizzante più comune, la sclerosi multipla, le evidenze scientifiche suggeriscono che il nostro sistema immunitario svolge un ruolo significativo. In prossimità delle lesioni si rinvengono le cellule acquisite del sistema immunitario, in particolare le cellule T. Anche altre cellule del sistema immunitario, come i macrofagi (e forse i mastociti), hanno un ruolo nell'instaurazione del danno mielinico.

## Considerazioni evoluzionistiche
Nel corso dell'evoluzione della specie umana possiamo indicare la mielinizzazone (processo di formazione della guaina mielinica) corticale prolungata come responsabile, in quanto fattore favorente, di alcuni tipi di malattia demielinizzante. Diversamente da altri primati, la specie umana conosce un processo assolutamente particolare di mielinizzazione postpuberale. Quest'ultimo può contribuire allo sviluppo di disturbi psichiatrici e malattie neurodegenerative che si presentano nella prima età adulta ed oltre. Il periodo prolungato di mielinizzazione corticale negli esseri umani può offrire maggiori possibilità di alterazione della mielinizzazione e con ciò maggiore possibilità che possano presentarsi malattie demielinizzanti.  Inoltre gli esseri umani hanno un volume di materia bianca prefrontale notevolmente maggiore che le altre specie di primati, che si traduce in una maggiore densità mielinica. Perciò nella specie umana un'aumentata densità della mielina come conseguenza di una mielinizzazione prolungata può essere la premessa di degenerazione e alterazione funzionale mielinica. Questo tipo di considerazioni evoluzionistiche sul ruolo della prolungata mielinizzazione corticale come fattore di rischio per le malattie demielinizzanti, sono tanto più pertinenti in quanto le ipotesi genetiche e autoimmuni non riescono a spiegare molti casi di malattia demielinizzante. Ad esempio è ormai accettato che malattie come la sclerosi multipla non possono essere spiegate solamente da un deficit autoimmune, ma stanno a dimostrare l'influenza di processi di sviluppo alterati nella patogenesi della malattia. Quindi il ruolo di un periodo di mielinizzazione corticale prolungata tipico degli esseri umani costituisce un importante considerazione evoluzionistica nella patogenesi delle malattie demielinizzanti.

## Clinica

### Segni e sintomi
I segni e i sintomi delle malattie demielinizzanti variano a seconda della malattia che di volta in volta si presenta. Nei pazienti con malattie demielinizzanti possono presentarsi i seguenti segni e sintomi:
- Visione sdoppiata sfocata (diplopia)
- Atassia
- Contrazioni muscolari
- Disartria
- Spossatezza
- Impaccio
- Paralisi delle mani
- Emiparesi
- Anestesia genitale
- Mancanza di coordinazione
- Parestesie
- Paralisi oculare (per paralisi dei nervi craniali)
- Compromissione della coordinazione muscolare
- Debolezza muscolare
- Perdita della sensibilità tattile
- Compromissione visiva
- Andatura instabile
- Paraparesi spastica
- Incontinenza
- Problemi uditivi
- Problemi dell'eloquio

### Diagnosi
Vari metodi e tecniche vengono utilizzati per diagnosticare le malattie demielinizzanti:
- Esclusione di altre sindromi con sintomi sovrapponibili (diagnosi differenziale)[8]
- La risonanza magnetica (RM) è una tecnica diagnostica radiologica che permette di visualizzare in dettaglio le strutture interne del corpo. La RM sfrutta la proprietà detta appunto "risonanza magnetica nucleare" per visualizzare i nuclei di atomi all'interno del nostro corpo. Questa metodologia è assolutamente affidabile poiché le scansioni di RM valutano le modificazioni della densità dei protoni. Così è possibile riscontrare le "macchie" che sono indice di modificazioni del contenuto acquoso del cervello.
- I potenziali evocati sono risposte elettriche provenienti dal Sistema Nervoso registrate, per mezzo dell'elettroencefalogramma, dell'elettromiografia o di altri test elettrofisiologici, in seguito alla somministrazione di uno stimolo elettrico.
- L'analisi del liquido cefalorachidiano (CSF) può dimostrarsi fondamentale nella diagnosi di infezioni del Sistema Nervoso Centrale. Una coltura di questo liquido (CFS) può condurre all'identificazione del microorganismo che ha causato l'infezione.
- La spettroscopia di risonanza magnetica nucleare (H-MRS) è un esame diagnostico non invasivo usato per studiare le modificazioni metaboliche in tumori del cervello, attacchi ischemici, sindromi convulsive, malattia di Alzheimer, depressione e altre malattie cerebrali.
- È stata anche utilizzata per esaminare il metabolismo di altri organi come ad esempio i muscoli.
- I criteri diagnostici sono costituiti da una particolare combinazione di segni, sintomi e risultati di esami che il clinico prende in considerazione nel tentativo di formulare la diagnosi corretta.
- La FLAIR (Fluid-attenuated inversion recovery) è una sequenza di risonanza che nasconde il liquido cefalorachidiano al fine di esaminare più chiaramente le lesioni ed è una tecnica utilizzata ad esempio per la verifica di diagnosi di Sclerosi Multipla.